# 河泉二十四地蔵霊場
河泉二十四地蔵霊場（かせんにじゅうよんじぞうれいじょう）は、大阪府の旧河内国と旧和泉国にある地蔵霊場。開創年は不明であるが、昭和53年（1978年）に復活したとされている。

## 霊場一覧
| No. | 山号     | 寺院名   | 宗派         | 所在地                          |
| --- | -------- | -------- | ------------ | ------------------------------- |
| 1   | 九華山   | 地蔵寺   | 真言宗御室派 | 大阪府河内長野市清水111         |
| 2   | 諸瀬山   | 大師寺   | 真言宗御室派 | 大阪府河内長野市三日市町148     |
| 3   | 薬樹山   | 延命寺   | 真言宗御室派 | 大阪府河内長野市神ヶ丘492       |
| 4   | 亀宝山   | 西恩寺   | 融通念仏宗   | 大阪府南河内郡千早赤阪村小吹464 |
| 5   | 檜尾山   | 観心寺   | 高野山真言宗 | 大阪府河内長野市寺元475         |
| 6   | 宝田山   | 蓮光寺   | 真言宗御室派 | 大阪府河内長野市長野町11-22     |
| 7   | 青龍山   | 野中寺   | 高野山真言宗 | 大阪府羽曳野市野々上5-9-24      |
| 8   | 延命山   | 空円寺   | 高野山真言宗 | 大阪府堺市美原区黒山446         |
| 9   | 慈光山   | 風輪寺   | 融通念仏宗   | 大阪府大阪狭山市町半田428       |
| 10  | 仏日山   | 盛松寺   | 高野山真言宗 | 大阪府河内長野市楠町西1211      |
| 11  | 金光山   | 明忍寺   | 真言宗御室派 | 大阪府河内長野市原町714         |
| 12  | 天野山   | 金剛寺   | 真言宗御室派 | 大阪府河内長野市天野町996       |
| 13  | 子安山   | 地蔵寺   | 高野山真言宗 | 大阪府和泉市善正町329           |
| 14  | 大野山   | 阿弥陀寺 | 高野山真言宗 | 大阪府和泉市大野町771           |
| 15  | 大慈山   | 地蔵寺   | 高野山真言宗 | 大阪府和泉市春木川町167         |
| 16  | 八幡山   | 地蔵寺   | 高野山真言宗 | 大阪府和泉市久井町541           |
| 17  | 延命山   | 地蔵寺   | 高野山真言宗 | 大阪府和泉市内田町424           |
| 18  | 石尾山   | 弘法寺   | 高野山真言宗 | 大阪府和泉市万町1022            |
| 19  | 霊芝山   | 長命寺   | 高野山真言宗 | 大阪府和泉市黒鳥町815           |
| 20  | 光明山   | 長生寺   | 高野山真言宗 | 大阪府泉大津市神明町2-1         |
| 21  | 安国山   | 太平寺   | 高野山真言宗 | 大阪府堺市西区太平寺町563       |
| 22  | 摩尼山   | 金福寺   | 高野山真言宗 | 大阪府堺市南区片蔵846           |
| 23  | 鉢峯山   | 法道寺   | 高野山真言宗 | 大阪府堺市南区鉢ヶ峰寺401       |
| 24  | 大須恵山 | 宝積院   | 高野山真言宗 | 堺市南区高倉台2丁9-15           |